# بلسکی
بلسکی (به انگلیسی: Cleavers)، که «حشیشه الافعی» و در مراکش «مصفی الرعاه» و داروسازان آن را «قوت البرّیه» می نامند. گیاهی یک ساله است که با تارهای قلاب مانند به گیاهان دیگر می چسبد و خود را حفظ می کند. 